# Engelbert Kraus
Engelbert Kraus (ur. 30 lipca 1934, zm. 13 maja 2016) – niemiecki piłkarz występujący na pozycji napastnika.
W latach 1955–1964 rozegrał 9 meczów i strzelił 3 gole w reprezentacji RFN. Wystąpił na mistrzostwach świata 1962.
Z zespołem TSV 1860 Monachium w 1964 zdobył Puchar Niemiec, a w 1965 awansował do finału Pucharu Zdobywców Pucharów.
Engelbert Kraus zmarł po długiej chorobie 13 maja 2016.